# Wapen van Overijssel

Provinciewapen

Het wapen van Overijssel is het wapen van de Nederlandse provincie Overijssel. Hoewel het wapen in de huidige vorm al sinds 1532 bestaat, werd het pas op 6 mei 1950 definitief vastgelegd als "in goud een golvende dwarsbalk van azuur; over alles heen een leeuw van keel, getongd en genageld van azuur. Het schild gedekt met een gouden kroon van vijf bladeren en vier paarlen en aan weerszijden gehouden door een leeuw in natuurlijke kleuren."

## Geschiedenis
Het wapen is terug te voeren tot de periode waarin keizer Karel V, die al graaf van Holland was, zeggenschap over het gebied van Overijssel verkrijgt (1528). De vroegste afbeelding van wapen komt voor op een zegelstempel van de Hollandse rekenkamer met daarop een schild met de Hollandse leeuw, waarbij een blauwe dwarsbalk de rivier de IJssel voorstelt. Het is daarmee een sprekend wapen. Na 1532 wordt de dwarsbalk veelal gegolfd afgebeeld in plaats van recht, ondanks dat in de 1825 eeuw de rechte balk nog gebruikt wordt op een kaart. In de 16e eeuw komt het wapen voor in composities van het wapen van de Republiek der Zeven Verenigde Nederlanden, waarbij de leeuw achter de golvende dwarsbalk wordt geplaatst. Het wordt op een kaart uit 1642 afgebeeld met dekkleed, helmteken en helm. In 1798 werd Overijssel samengevoegd met Drenthe als Departement Overijssel, uit 1802 is een wapen bekend met in het schildhoofd twee sterren, voorstellende Overijssel en Drenthe.  Op 6 mei 1950 wordt het wapen definitief vastgelegd.

## Afbeeldingen

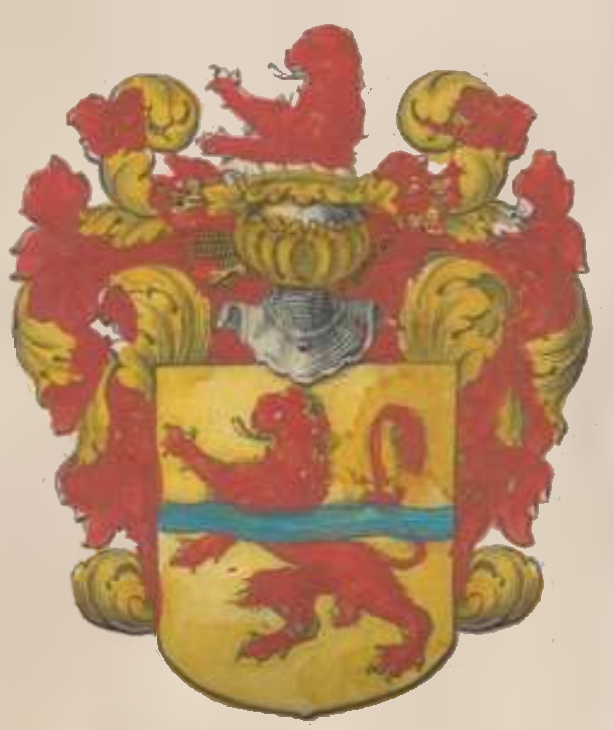
Met helm en dekkleed uit 1642
Wapen 1647-1667 met zilver-blauwe dwarsbalk en gravenkroon
Wapen 1816 met markiezenkroon
Wapen 1820, leeuw achter de dwarsbalk gedekt met prinsenkroon